# Shock Wave (Six Flags Over Texas)
Pour le film de 2017, voir Shock Wave.
Shock Wave est un parcours de montagnes russes en métal situé dans le parc Six Flags Over Texas à Arlington au Texas. À son ouverture en 1978, l'attraction était le plus haut parcours de montagnes russes du monde avec deux loopings verticaux. 
L'attraction a été construite juste sur le bord du parc et peut être vue aisément depuis l'autoroute I-30 qui longe le parc. Shock Wave a été fermée durant l'année 2004 en raison d'une inondation.

## Le parcours
L'attraction débute avec une montée de 35 mètres puis, juste après un virage à 180°, les passagers plongent dans les deux boucles en marche arrière. Le train repart en suite en arrière jusqu'à une colline dans une course arrêtée à la moitié. À partir de ce moment, le parcours tourne à droite et plonge vers l'avant puis remonte, tourne à gauche et replonge. Pour finir, les passages montent une dernière colline avec un virage à gauche qui mène à une hélice à 270° à droite puis le train rejoint la gare.

## Couleurs
L'attraction a été repeinte plusieurs fois durant son histoire. À son ouverture elle était blanche et elle a arboré les couleurs bleu, vert, mauve et jaune. Elle est actuellement verte avec des supports bleus.